# Черкасский, Михаил Борисович

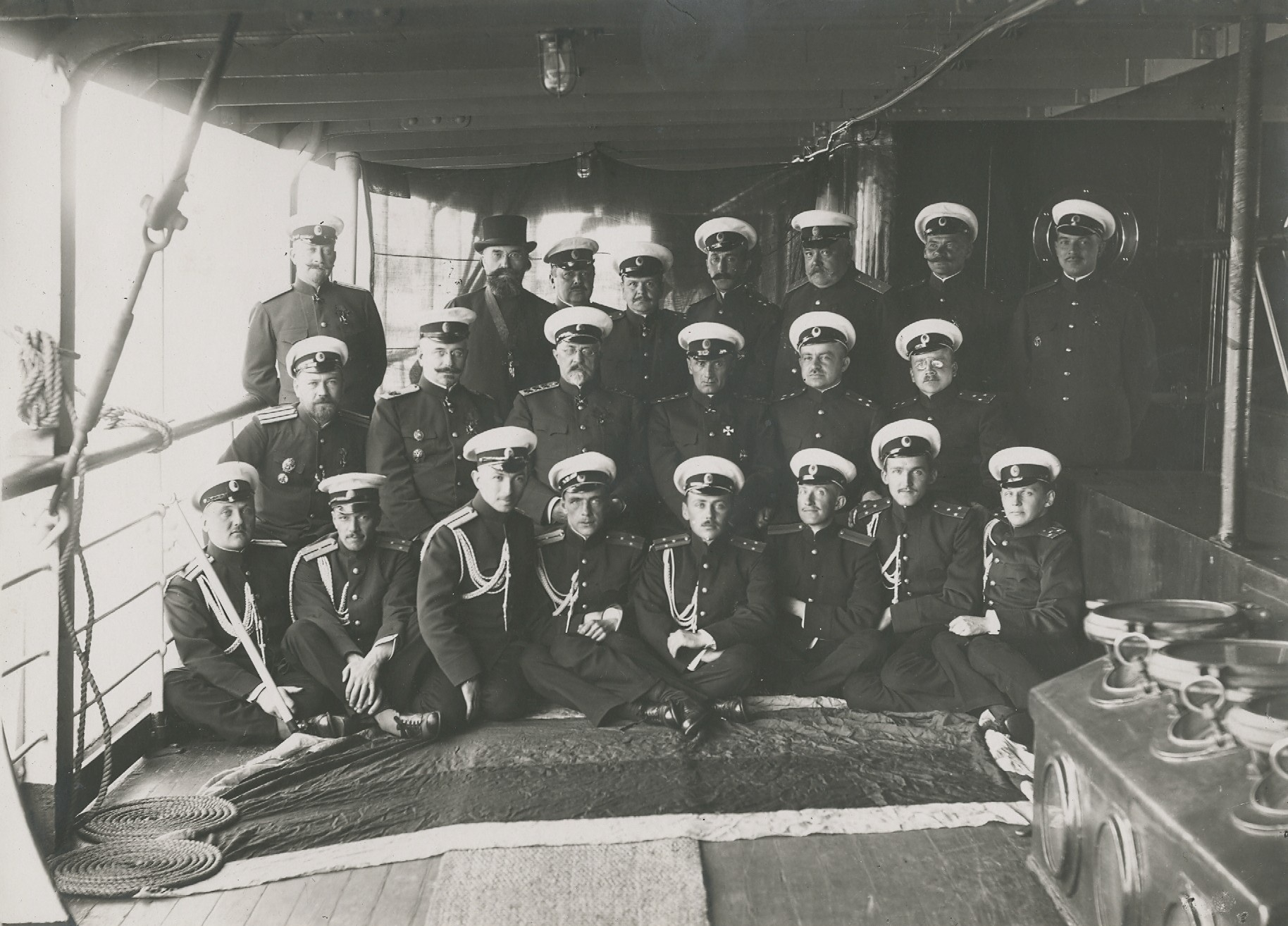
Командующий Балтийским флотом адмирал Канин и его штаб на палубе посыльного судна «Кречет» (июль 1916). В первом ряду второй справа капитан 2-го ранга Федор Юльевич Довконт; во втором ряду слева направо: капитан 1-го ранга Василий Михайлович Альтфатер, начальник штаба контр-адмирал Николай Митрофанович Григоров, вице-адмирал Василий Александрович Канин, контр-адмирал Александр Васильевич Колчак, капитан 1-го ранга князь Михаил Борисович Черкасский, неизвестный; в третьем ряду второй справа капитан 1-го ранга Иван Иванович Ренгартен

Михаил Борисович князь Черкасский (26 сентября 1882, Новочеркасск — 01.1919, Золотоноша) — русский морской офицер, контр-адмирал.

## Биография
Потомок кабардинского княжеского рода.
- 1895 — поступил в Морской кадетский корпус.
- 31 августа 1900 — старший унтер-офицер.
- 6 мая 1901 — окончил Морской кадетский корпус девятым по успеваемости с присуждением премии Адмирала Нахимова. Мичман.
- 14 мая — 13 сентября 1901 — вахтенный начальник броненосца береговой обороны «Генерал-Адмирал Апраксин»
- 1902—1904 — на крейсере «Диана»:
  - 15 января 1902 — и. д. командира 4-й роты.
  - 24 апреля 1902 — вахтенный начальник.
  - 19 мая 1902 — и. д. младшего минного офицера.
  - 1 января 1903 — вахтенный начальник, и. д. ревизора.
- 27 августа 1904 — отчислен в распоряжение Главного Морского Штаба.
- 17 апреля 1905 — лейтенант.
- 12 мая 1905 — вахтенный начальник и командир роты эскадренного броненосца «Слава».
- 1910 — окончил офицерские артиллерийские классы, артиллерийский офицер 2-го разряда.
- 1910—1912 — на линейном корабле «Андрей Первозванный»:
  - 30 сентября 1910 — вахтенный начальник, затем младший артиллерийский офицер.
  - 8 ноября 1911 — и. д. старшего артиллерийского офицера.
- 29 сентября 1912 — поступил в Николаевскую морскую академию.
- 6 декабря 1913 — капитан 2-го ранга за отличие.
- 1914 — окончил военно-морской отдел Николаевской морской академии по первому разряду.
- 1914—1918 — в Штабе командующего флотом Балтийского моря:
  - 28 июля 1914 — старший флаг-офицер по оперативной части.
  - 7 мая 1915 — и. д. помощника флаг-капитана по оперативной части.
  - 19 декабря 1915 — и. д. флаг-капитана по оперативной части.
  - 6 декабря 1916 — капитан 1-го ранга.
  - 10 марта 1917 — и. д. начальника штаба командующего флотом Балтийского моря.
  - 28 июля 1917 — контр-адмирал, начальник штаба командующего флотом Балтийского моря.
- 12 января 1918 — уволен со службы.
- Январь 1918 — выехал на Украину
- Ноябрь 1918 — в русских добровольческих отрядах на Украине
- Декабрь 1918 — помощник командира Отдельного Полтавского добровольческого батальона.
- 27 декабря 1918 — взят в плен
- Январь 1919 — Расстрелян большевиками в Золотоноше Полтавской губ.

## Семья
- Жена: Шахова, Виктория Абрамовна
- Дочь: Ольга (р. 1844)